# Telti

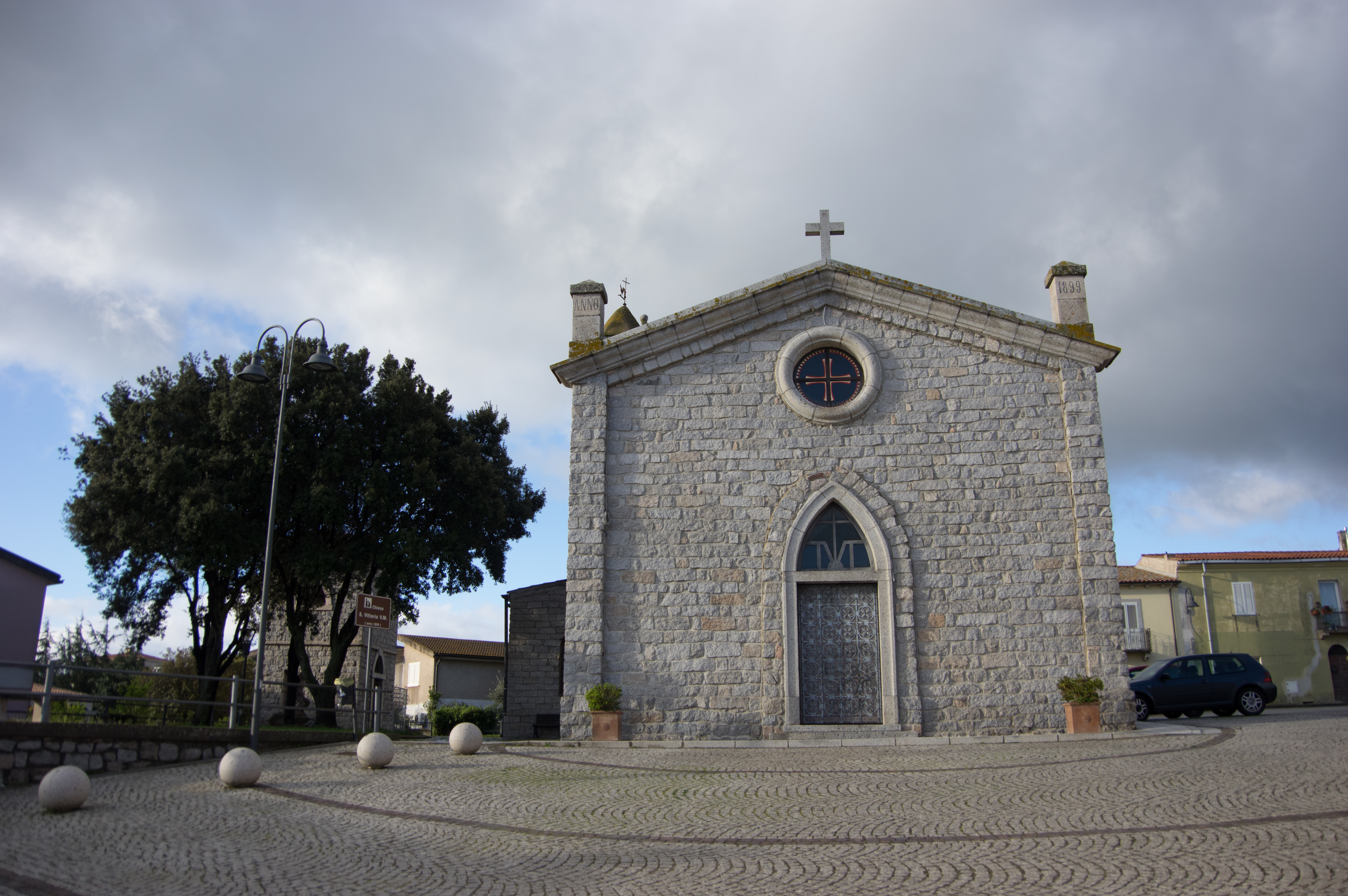
Die Kirche

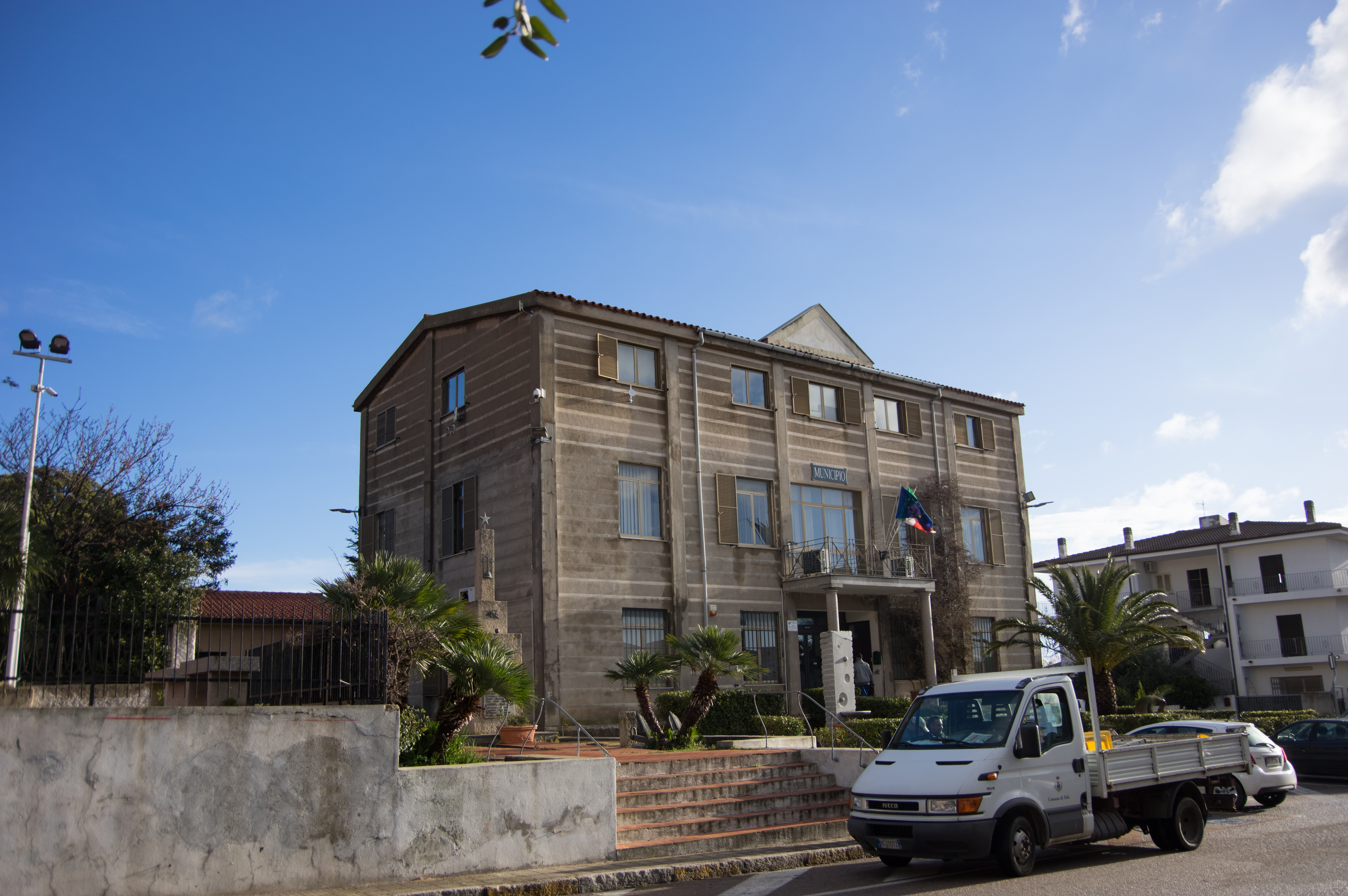
Das Rathaus

Telti ist eine italienische Gemeinde (comune) mit 2217 Einwohnern (Stand 31. Dezember 2023) in der Provinz Nord-Est Sardegna auf Sardinien. Die Gemeinde liegt etwa 15 Kilometer westsüdwestlich von Olbia. Die Nachbargemeinden sind Calangianus, Monti, Olbia und Sant’Antonio di Gallura.

## Geschichte
An der Stelle des heutigen Telti lag das römische Tertium.

## Verkehr
In der Nachbargemeinde Monti liegt der Bahnhof Monti-Telti an der Bahnstrecke Cagliari–Golfo Aranci Marittima. Er war einst Ausgangspunkt der schmalspurigen Bahnstrecke Monti–Tempio Pausania, an welcher der Bahnhof Telti lag. Durch die Gemeinde führt die Strada Statale 127 Settentrionale Sarda von Olbia nach Sassari.